# Synelasma stellio
Synelasma stellio là một loài bọ cánh cứng trong họ Cerambycidae.